# Esther Tusquets
Esther Tusquets Guillén (Barcelona, 30 de agosto de 1936 - Barcelona, 23 de julio de 2012) fue una editora, escritora y ensayista española. Dirigió durante 40 años la editorial Lumen.

## Biografía
Nació en el seno de una familia de la burguesía catalana. Era sobrina del sacerdote Juan Tusquets, enemigo de la masonería durante la Segunda República y posteriormente consejero de Franco. Estudió en el Colegio Alemán y, más tarde, Historia en las universidades de Barcelona y de Madrid. Durante varios años trabajó como profesora en la Academia Carillo. 

## Editora
A principios de los años 60, siguiendo los pasos de su padre y de su tío Juan Tusquets, asumió la dirección de la Editorial Lumen, con su hermano Óscar Tusquets al frente del diseño. La historia de Lumen es en parte la historia de la familia Tusquets. La editorial fue creada por Juan Tusquets en el Burgos de Franco, donde se refugió durante la guerra civil, con el nombre de Ediciones Antisectarias y fue adquirida por el padre Magín, con una finalidad bien distinta. Con 23 años y recién licenciada en Filosofía y Letras, Esther se haría cargo de la misma, reconociendo después "que aunque no tenía vocación, enseguida le gustó".
Comenzó con una colección de narraciones infantiles, cuidadosamente editadas, que encargó a autoras y autores consagrados como Ana María Matute. Otras colecciones fueron Palabra e Imagen, combinación de textos y fotos que le proporcionaron su primer best-seller, Izas, rabizas y colipoterras, con textos de Camilo José Cela e imágenes de Joan Colom sobre el barrio chino de Barcelona; Palabra en el tiempo, con autores como Samuel Beckett,  Styron, Virginia Woolf, Joyce, Céline o Susan Sontag (inédita hasta entonces en España), o descubrimientos personales, como Gustavo Martín Garzo o los best-seller de El nombre de la rosa de Umberto Eco y Mafalda de Quino. También creó una excepcional colección de poesía, así como, con los años, la ya emblemática Femenino Singular, colección sólo para mujeres escritoras. En 1996, cuando la edición dejó de ser una empresa familiar y entró de lleno en la industria del ocio, se la vendió a Random House Mondadori. Sin embargo en 2002, ya jubilada, creó junto a su hija Milena Busquets un pequeño sello, RqR.

## Escritora
En 1978, a los 42 años,  publicó su primera novela, El mismo mar de todos los veranos, que acabó conformando una trilogía junto con El amor es un juego solitario (ganadora del Premio Ciudad de Barcelona en el año 1979) y Varada tras el último naufragio, en el año 1980. Sus escritos evidencian una obsesión con el pasado, y sus consecuencias en el presente, con protagonistas siempre femeninos.
Sus últimos libros, Confesiones de una editora poco mentirosa, Habíamos ganado la guerra y Confesiones de una vieja dama indigna se centran directamente en recuerdos y memorias. «Es una escritora proustiana que utiliza la memoria como arma de conocimiento. Con ella realiza un espléndido ajuste de cuentas con las costumbres de la España del último medio siglo», decía de ella Ana María Moix, una de sus mejores amigas y con la que mantuvo una relación.

## Obra

### Novelas
- El mismo mar de todos los veranos (1978)
- Juego o el hombre que pintaba mariposas (1979)
- La conejita Marcela (1979)
- El amor es un juego solitario (1979)
- Varada tras el último naufragio (1980)
- Recuerdo de Safo (1982)
- Para no volver (1985)
- Libro de Moisés: Biblia I, Pentateuco (1987)
- Después de Moisés (1989)
- La reina de los gatos (1993)
- Con la miel en los labios (1997)
- ¡Bingo! (2007)
- La gran patata (2034)

### Autobiografías
- Confesiones de una editora poco mentirosa (2005)
- Habíamos ganado la guerra (2007)
- Confesiones de una vieja dama indigna (2009)
- Tiempos que fueron (2012), junto con Oscar Tusquets

### Cuentos
- Las sutiles leyes de la simetría (1982, incluido en Doce relatos de mujeres)
- Siete miradas en un mismo paisaje (1981)
- Olivia (1986)
- Relatos eróticos (1990)
- Carta a la madre (1996, incluido en Madres e hijas)
- La niña lunática y otros cuentos (1996)
- Correspondencia privada (2001)
- Carta a la madre y cuentos completos (2009)

### Poesía
- Balbuceos (1954)

### Ensayos
- Libros "de lujo" para niños (1994)
- Ser madre (2000)
- Prefiero ser mujer (2006)
- Pequeños delitos abominables (2010)

### Biografía
- Pasqual Maragall: El hombre y el político (coautora) (2008)